# Guard (basketbal)
Guard is een positie in het basketbal. Er zijn twee soorten guards:shooting guard en point guard.
- Shooting-guard                                                                                                                                                                                                                                                                                                                       Shooting-guards (de 'nummer twee'-positie) zijn doorgaans minder lang, lichter, atletischer en sneller dan small-forwards. Zijn belangrijkste taak is het scoren van punten. Hoewel eigenlijk een taak van de point-guard, brengt de shooting-guard vaak de bal over de middenlijn. Deze guards combineren de taak van shooting en van point-guard en staan te boek als 'combo-guards'. Een speler die de rol van small-forward en shooting-guard afwisselt, is bekend als een 'swingman'. De shooting-guard is meestal langer dan de point-guard en meet om en nabij de 2 m. Minder lange spelers spelen vaak ook op deze positie, waaronder Allen Iverson. De shooting-guard is vaak de beste schutter van het team, iets dat hem niet belet om zich een weg richting de basket te banen. Voorbeelden van shooting-guards zijn Kobe Bryant, Vince Carter, Michael Jordan.
- Point-guard  De point-guard (de 'nummer een'-positie) is veelal de kleinste speler op het veld, met als noemenswaardige uitzondering Earvin 'Magic' Johnson. De positie van point-guard is wellicht de meeste specialistische van de vijf. De point-guard vervult een spilfunctie en zet de lijnen uit. In essentie is zijn rol de aanval van zijn team te leiden door het controleren van de bal en deze op het juiste moment aan een teamspeler toe te spelen. Bovenal is hij een verlengstuk van zijn coach in het veld en dient diens strijdplan te begrijpen en uit te voeren. De point-guard is de speler met het meeste tactisch inzicht en vernuft en moet in alle situaties, met name in het geval van een 'fast-break', snel kunnen handelen. De rol van de point-guard is vergelijkbaar met die van de middenvelder bij het voetbal en de quarterback uit het American football. De point-guard dient van zich te doen spreken, hij instrueert zijn teamspelers en gaat als eerste met de leidsmannen in discussie in het geval van een twijfelachtige beslissing. Hij moet te allen tijde op de hoogte zijn van de schotklok, de resterende wedstrijdtijd, de tussenstand, het aantal time-outs van beide teams en de foutenlast van zijn eigen team en de tegenspeler. Meer lengte wordt als een surplus beschouwd, maar is ondergeschikt aan spelinzicht en technische vaardigheid. Elke aanval begint bij de point-guard, hierom is zijn passing, balbehandeling en spelvisie cruciaal. De point-guard wordt veelal op het aantal assists beoordeeld, eerder dan op zijn scorend vermogen. Ondanks dit, dient een point-guard te beschikken over een redelijk (sprong)schot. Voorbeelden hiervan zijn Chris Paul, Rajon Rondo, Jeremy Lin, Magic Johnson, Isiah Thomas en John Stockton.